# 西郷葉介
西郷 葉介（さいごう ようすけ、1984年8月9日 - ）は、日本のシンガーソングライター。東京都渋谷区出身。
元Blue Trikeメンバー（2011年11月脱退）。現在は路上ライブを中心にソロ活動を行う。甘くて切ない歌声と繊細な歌詞が魅力。

## 来歴
2011年冬、表現の場を求めてストリートでの活動を開始(最初のシチュエーションは雨の池袋)。
バラードを中心にじっくり楽曲に聴き入るファンが急増。活動のベースとしている横浜・桜木町の他、多くの人々に知られる存在にまで成長。
2013年12月28日、自身の掲げていた大きな目標である「渋谷公会堂でのワンマンライヴ」、「西郷葉介1st ONEMAN LIVE in渋谷公会堂2013 ～はじめの一歩～」が開催される。

## 人物
血液型はO型、趣味は路上ライブ。好きなものはドラゴンボールに関わるものすべてで、好きな食べ物はレバ刺し。
路上ライブでは、始まる前から待ち構えている人がいる方が緊張しやすい。
ファンを自身の名前にちなんで｢葉っぱ隊｣と呼ぶ。
サポートミュージシャンと称してギター、サックス、ドラム、ベースと楽曲に欠かせないメンバーを率いて活動。

## エピソード
- [3]路上ライブの回数は2013年11月26日時点で101回を超える。
- [5]2013年3月7日、当時ももいろクローバーZのメンバーであった有安杏果のブログにて、TBS系情報番組「エン活！」オープニングテーマにもなったBellを紹介、絶賛される。

## ディスコグラフィー

### [6]シングル
|     | 発売日         | タイトル                | 規格品番   | 収録曲                       | 備考          |
| --- | -------------- | ----------------------- | ---------- | ---------------------------- | ------------- |
| 1st | 2011年11月16日 | はじめの一歩／for us    | YTYTM-1001 | 1. はじめの一歩 2. for us    | D3/TY RECORDS |
| 2nd | 2012年6月27日  | 僕にできること／FANFARE | YTYTM-1002 | 1. 僕にできること 2. FANFARE | D3/TY RECORDS |

### [7]ミニアルバム
|     | 発売日         | タイトル                   | 規格品番   | 収録曲 | 備考                     |
| --- | -------------- | -------------------------- | ---------- | --- | ------------------------ |
| 1st | 2013年1月23日  | Bistro                     | YTYTM-1003 | 1. 妄想ピエロ 2. 向日葵 3. 最後のキス 4. ID 5. 白いシャツとパスタソース 6. Bell 7. 月ミル夜                                          | D3/TY RECORDS            |
| 2nd | 2014年2月12日  | RADIO PLANET               | YTYTM-1004 | 1. START 2. 鏡 3. 三日月が堕ちるまで 4. 宇宙一のラブストレート 5. 水曜日のヒーロー 6. アオ 7. DEAR                                   | D3/TY RECORDS            |
| 3rd | 2015年11月25日 | ジェットコースタードライブ | BZCD-102   | 1. BUS STOP 2. ジェットコースタードライブ 3. 彼 4. JUST FOR YOU 5. Hey boy! Hey girl! 6. GAMBLER 7. コーヒーと君と僕 8. 好きで好きで | Buzzic オリコン最高292位 |

## ミュージックビデオ
| 曲名 |
| 「Bell」 「妄想ピエロ」 「向日葵」 「『彼』〜17歳 女子高生の放課後篇〜」 「『彼』〜22歳 OLの昼休み篇〜」 「『彼』〜28歳 OLの休日篇〜」「『彼』〜31歳 人妻篇〜」 「『彼』〜34歳OLの休日編〜」 「青の約束」 |

## 主なライブ
- 2013年01月28日 - New days ～ZILcoNIA×田澤孝介×西郷葉介～
- 2013年04月26日 - 西郷葉介×GARDEN PRESENTS 「Our Garden」 ～Mowing～
- 2013年05月11日 - .comfort presents 鍵歌上等2013
- 2013年07月30日 - THE LIBRARY vol.3
- 2013年08月23日 - SECRET BASE
- 2013年10月14日 - 拍手喝采!!!2013
- 2014年04月10日 - SPRING RECOMMEND
- 2014年08月08日 - 88keys ～鍵盤の日～
- 2014年08月23日 - 「鍵歌上等 Lounge」#05 TOKYO
- 2014年08月24日 - DISK GARAGE MUSIC MONSTERS -2014 summer-
- 2015年02月21日 - 立川アコースティックフェスティバル2015
- 2015年03月18日 - 西郷葉介 × レディオサイエンス × 森翼 ～Daikanyama Piano Live 2015～
- 2015年05月23日 - ともしび ～ Candle Night LIVE ～
- 2015年06月09日 - GARDEN & DISK GARAGE presents COME TOGETHER Vol.01
- 2015年06月21日 - SIO・四谷天窓 presents『窓の向こうの空』vol.79 supported by 別冊UTA-KAI
- 2015年08月04日 - turn of mind
- 2015年09月03日 - Blue Salvia
- 2015年09月23日 - 別冊UTA-KAI vol.70
- 2015年11月01日 - 88OH! PIANOMAN SUMMIT '15
- 2015年11月04日 - -Kyanite-
- 2015年12月13日 - 別冊UTA-KAI 番外編 ～年末スペシャル～
- 2015年12月30日 - 88Oh! 2015忘年会～ピアノマンちょびっと～
- 2016年02月02日 - "Snowdrop"
- 2016年02月14日 - チョコ争奪!『St.Valentine give me chocolate!! 2016』
- 2016年03月20日 - MbS×I ♡ RADIO 786「SANUKI ROCK COLOSSEUM」 ～BUSTA CUP 7th round～